# William Thompson (Philosoph)

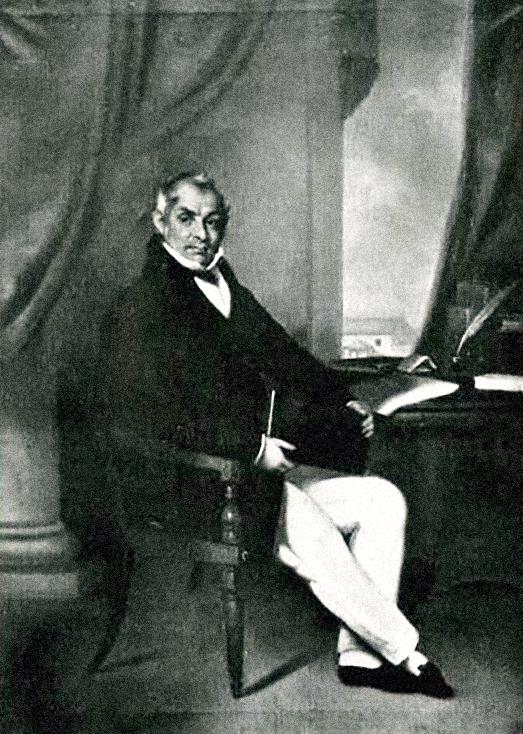
George Chinnery: William Thompson, um 1830

William Thompson (* 1775 in Cork; † 28. März 1833 in Rosscarbery bei Cork) war ein irischer Philosoph, Schriftsteller und Sozialreformer, der seine Ansichten vom Utilitarismus hin zu einer frühen Kritik an kapitalistischer Ausbeutung weiterentwickelte, deren Ideen sowohl die Genossenschafts-, Gewerkschafts- als auch die Reformbewegung der Chartisten beeinflussten und auch Karl Marx inspirierten. In der anglo-irisch geprägten Gesellschaft von Landbesitzern und wohlhabenden Händlern der Corker Gesellschaft löste sein Wunsch, sein Vermögen der Genossenschaftsbewegung zu vermachen, nach seinem Tod eine der längsten Rechtsstreitigkeiten in der irischen Rechtsgeschichte aus, da andere Familienzweige das Testament annullieren lassen wollten.

## Leben
Thompson wurde in Cork als Sohn und Erbe eines der reichsten Kaufleute dieser Stadt geboren, des Beigeordneten John Thompson, der unter anderen Ämtern auch das des Lord Mayor innehatte (1794). William erbte die kleine Handelsflotte und legte sein Vermögen nach dem Tod des Vaters (1814) in Glandore, West Cork an. Weil er die damals übliche Rolle des abwesenden Landlords ablehnte, wählte er dies auch als Lebensmittelpunkt und investierte trotz seiner häufigen Reisen viel Zeit in die Zusammenarbeit mit seinen Pächtern, mit denen er landwirtschaftliche Verbesserungen, Gemeindienste und Bildungseinrichtungen zur Verbesserung der Situation der Bevölkerung plante.
Von Kind auf bei schwacher Gesundheit, wurde Thompson in den letzten 13 Jahren seines Lebens Nichtraucher, Abstinenzler und Vegetarier. Diese maßvolle Lebensweise half ihm laut eigener Aussage beim Studieren und Schreiben. Trotzdem litt er ab den 30er Jahren an Lungenleiden, an denen er am 28. März 1833 starb. Thompson hatte nie geheiratet und hinterließ keine direkten Nachkommen.

## Ideengeschichtliche Beiträge
Als begeisterter Schüler der Ideen und Denker der Aufklärung, insbesondere Condorcets, wurde Thompson zu einem Verfechter des Egalitarismus und zu einem überzeugten Demokraten. Sein Eintreten für die Französische Revolution trug ihm bei der Corker Gesellschaft die Bezeichnung „Roter Republikaner“ ein; später entfremdete ihn seine Unterstützung der Gleichberechtigung der Katholiken bei Wahlen noch weiter von seiner ursprünglichen protestantischen Klasse.
Thompson war vom Utilitarismus Jeremy Benthams tief beeindruckt, er trat mit ihm in Briefwechsel, zwischen ihnen entwickelte sich eine Freundschaft; später (1821–22) wohnte er mehrere Monate beim Besuch Londons im Haus des englischen Philosophen. Wie Bentham studierte und korrespondierte Thompson mit anderen utilitaristischen Zeitgenossen, darunter David Ricardo, und wurde im Positiven wie im Negativen von William Godwin und Thomas Malthus beeinflusst. Sein Wunsch, die Beschränkungen von Godwins intellektuellen Gedankenspielen und Malthus' mechanistischen Gedankenspielen zu überwinden, ließ ihn eine Synthese beider Positionen formulieren: Die Sozialwissenschaft – Thompson war der Erste, der diesen Begriff (social science) benutzte – würde die nationalökonomischen Belange des wissenschaftlichen Materialismus mit den utilitaristischen Ansprüchen einer rationalen Moral versöhnen.

### Beiträge zur Volkswirtschaftspolitik
Die gegensätzlichen Anschauungen von Godwin und Malthus spornten Thompson an, sein eigenes Forschungsprojekt über die Rolle der Verteilungsgerechtigkeit in der Volkswirtschaft voranzubringen; es führte ihn zunächst nach London, wo er 1824 seine Untersuchung über die Grundlagen der fürs menschliche Glück förderlichsten Verteilung des Wohlstands veröffentlichte. Genau wie Malthus' Schüler David Ricardo hatte sich auch Thompson mit den Arbeiten der französischen utopischen Sozialisten vertraut gemacht, unter ihnen Charles Fourier, Henri de Saint-Simon und der Schweizer Ökonom Jean-Charles-Léonard Simonde de Sismondi.
In der Argumentation folgt Thompson der Arbeitswerttheorie, die Ricardo in seinen sieben Jahre vorher veröffentlichten Principles of Political Economy (Grundlagen der Politischen Ökonomie) dargelegt hatte. Allerdings charakterisiert er die Aneignung des Löwenanteils des Mehrwerts durch den Kapitalgeber der Produktionsmittel als Ausbeutung. Er weist die Position von Malthus/Ricardo zurück, dass jede Steigerung der Arbeitslöhne nur in der weiteren Verelendung der Arbeiter münden könne, nicht ohne auf die eigennützige Natur solch einer Theorie hinzuweisen, die es Kapitalisten ermögliche, die Entrechtung der Arbeiter, die höhere Löhne forderten, zu legitimieren. Indem er das utilitaristische Maximum-Happiness-Prinzip des the greatest good for the greatest number auf die vorhandenen und möglichen Alternativen der Güterverteilung anwandte, nimmt Thompson den Standpunkt eines egalitären Absatzes der Güter ein.
John Minter Morgan, einer seiner Mitstreiter in der Kooperativenbewegung, merkte an, dass Thompson als Erster den Begriff competitive (auf Wettbewerb beruhend) zur Beschreibung des gegenwärtigen ökonomischen Systems benutzte. Thompsons Originalität betont auch Max Nettlau, wenn er sagt: Thompsons Buch enthüllt seine eigene Entwicklung; beginnend mit der Forderung nach dem gesamten Arbeitsprodukt [für den Arbeiter] und der Steuerung der Verteilung, entwickelt er schließlich kommunistische Auffassungen, das heißt die der unbegrenzten Verteilung.
1827 veröffentlicht sein Gefährte, der Ricardianische Sozialist Thomas Hodgskin, das Werk Labour Defended, das gleichfalls die Aneignung des Löwenanteils an den Produktionsgewinnen durch Landbesitzer und Kapitalisten als Ausbeutung brandmarkte, die den Arbeiter der Früchte seiner Mühen beraube. Allerdings schlug Hodgskin vor, dass der Weg zur Verteilungsgerechtigkeit für den Arbeiter über ein reformiertes Wettbewerbssystem führe. Thompson antwortete mit der Schrift Labour Rewarded, in der er den kooperativen Kommunismus gegen Hodgskins ungleiche Löhne verteidigte.

### Feminismus
Obwohl Thompson die politischen und ökonomischen Voraussagen von Malthus' essay on population zurückwies, erkannte er, dass besonders auch in Irland ungebremstes Bevölkerungswachstum die Gefahr zunehmender Verarmung der Bevölkerung in sich barg. Insofern war er wie Jeremy Bentham und Francis Place ein Vorkämpfer der Empfängnisverhütung. Thompsons Entwicklung seiner Kritik einer zeitgemäßen Sicht der Frauenfrage war außerordentlich durch seine langjährige enge Freundschaft mit Anna Doyle Wheeler bestimmt. Er hatte Wheeler bei Bentham kennengelernt; beide verkehrten in den utilitaristischen Kreisen von James Mill. Dessen Publikation "Über die Staatsgewalt" (On Government), die das Männerwahlrecht forderte, rief die wütende Reaktion von Wheeler und Thompson hervor und veranlasste sie zu der Antwort in ihrem Werk Einspruch von einer Hälfte der menschlichen Rasse ….

### Einfluss auf die Genossenschaftsbewegung

#### Opposition gegen Robert Owen
Thompsons Auffassungen sind, wie die anderer Vorreiter der Kooperationsbewegung, oft mit den Ideen von Robert Owen identifiziert worden. Tatsächlich war er aber dessen autoritären und anti-demokratischen Tendenzen gegenüber sehr kritisch eingestellt, auch wenn Owens Schriften und die sozialen Experimente von New Lanark die kooperative Bewegung zu formieren halfen. Thompson missfiel ferner Owens Werbung reicher und mächtiger Befürworter, weil er der Meinung war, dass die Reichen als Klasse nie zugunsten irgendeines Projekts der Armen entscheiden würden, weil das ihre Privilegien bedrohe. Thompson glaubte an die Notwendigkeit, dass Arbeiter sich in Kooperativen zusammenschlössen, um mögliche Land- und Kapitalansprüche durchsetzen zu können. Dafür gewann er eine beachtliche Anhängerschaft, die sich von derjenigen unterscheidet, die Owens Positionen vertrat.
Diese Differenzen führten zu offenen Konflikten zwischen Thompson und Owen auf dem Dritten Kongress der Kooperative, der 1832 in London stattfand. Owen, der vielleicht durch den Misserfolg der Kommunität von New Harmony ernüchtert war, bestand auf der Notwendigkeit der Unterstützung durch Regierungshandeln und Börse, und dass man in große Gemeinschaftsprojekte investieren müsse. Thompson und seine Anhänger behaupteten dagegen, dass man kleine Gemeinschaften etablieren müsse, die sich aus der Bewegung selbst tragen könnten. Auf diesem Kongress wurde die Frage nicht gelöst, beim nächsten war Thompson schon nicht mehr zugegen, fünf Monate später starb er an seiner Lungenerkrankung.

#### Einfluss auf Karl Marx
Karl Marx war auf Thompsons Werk bei seinem Besuch von Manchester 1845 gestoßen; er zitiert es in Das Elend der Philosophie (1847) ebenso wie im Kapital. Natürlich kann man das auch von anderen der proto-sozialistischen politischen Ökonomen wie Thomas Hodgskin, John Gray und John Francis Bray sagen. So ist es überraschend, dass Beatrice und Sidney Webb Marx als „den berühmten Schüler“ von Thompson und Hodgskin bezeichnen. Solche Meinungen gibt es auch bei Harold Laski und weiteren britischen Historikern des Sozialismus. Sie stimmen so der älteren Auffassung Anton Mengers in Das Recht auf den vollen Arbeitsertrag in geschichtlicher Darstellung zu, alle Genannten in einer mehr oder weniger einheitlichen Kategorie „Ricardianischer Sozialisten“ zusammenzufassen. Der grundlegende Unterschied zwischen Thompsons kommunistischer Kritik und Hodgskins Marktliberalismus gerät dadurch jedoch aus dem Blickfeld.

## Werke und Quellen
1. ↑  William Thompson: An Inquiry into the Principles of the Distribution of Wealth Most Conducive to Human Happiness; applied to the Newly Proposed System of Voluntary Equality of Wealth. Longman, Hurst Rees, Orme, Brown & Green, London 1824.
2. ↑  Rückübersetzung aus der englischen Wikipedia; Quelle fehlt.
3. ↑  William Thompson: Labor Rewarded. The Claims of Labor and Capital Conciliated: or, How to Secure to Labor the Whole Products of Its Exertions. Hunt and Clarke, London 1827.
4. ↑  William Thompson: Appeal of One Half the Human Race, Women, Against the Pretensions of the Other Half, Men, to Retain Them in Political, and thence in Civil and Domestic Slavery. Longman, Hurst Rees, Orme, Brown & Green, London 1825.
5. ↑  Brief an "The Cooperative Magazine", London, November 1827, zitiert vom OED als erste dokumentierte Verwendung des Begriffs Sozialist
6. ↑  William Thompson: Practical Directions for the Speedy and Economical Establishment of Communities on the Principles of Mutual Co-operation, United Possessions and Equality of Exertions and the Means of Enjoyments. Strange and E. Wilson, London 1830.
7. ↑  Anton Menger: Das Recht auf den vollen Arbeitsertrag in geschichtlicher Darstellung. Cotta, Stuttgart 1886.